# Gries (Graz)
Gries è il quinto distretto della città di Graz.
Vi si trovano il quartiere a luci rosse ed il carcere di Graz-Karlau.
Confina a nord con il distretto di Lend (confine: Annenstraße, Eggenbergerstraße), ad est con Innere Stadt e Jakomini (confine: Mur), a sud con Liebenau e Puntigam (confine: Tiergartenweg, Herrgottwiesgasse, Lauzilgasse, Triesterstraße, Hans-Groß-Gasse), ad ovest con Eggenberg, Wetzelsdorf, e Straßgang.